# Diocesi di Moray

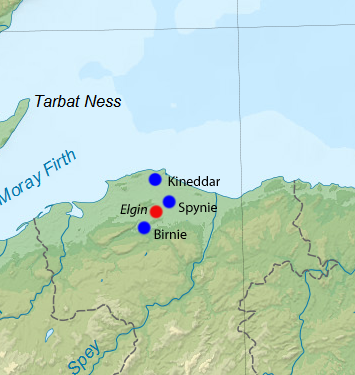
Localizzazione delle quattro sedi episcopali.

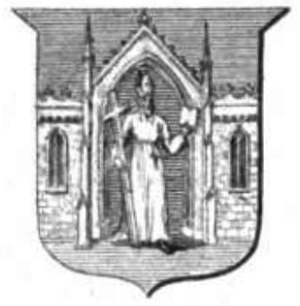
Stemma dell'antica diocesi.

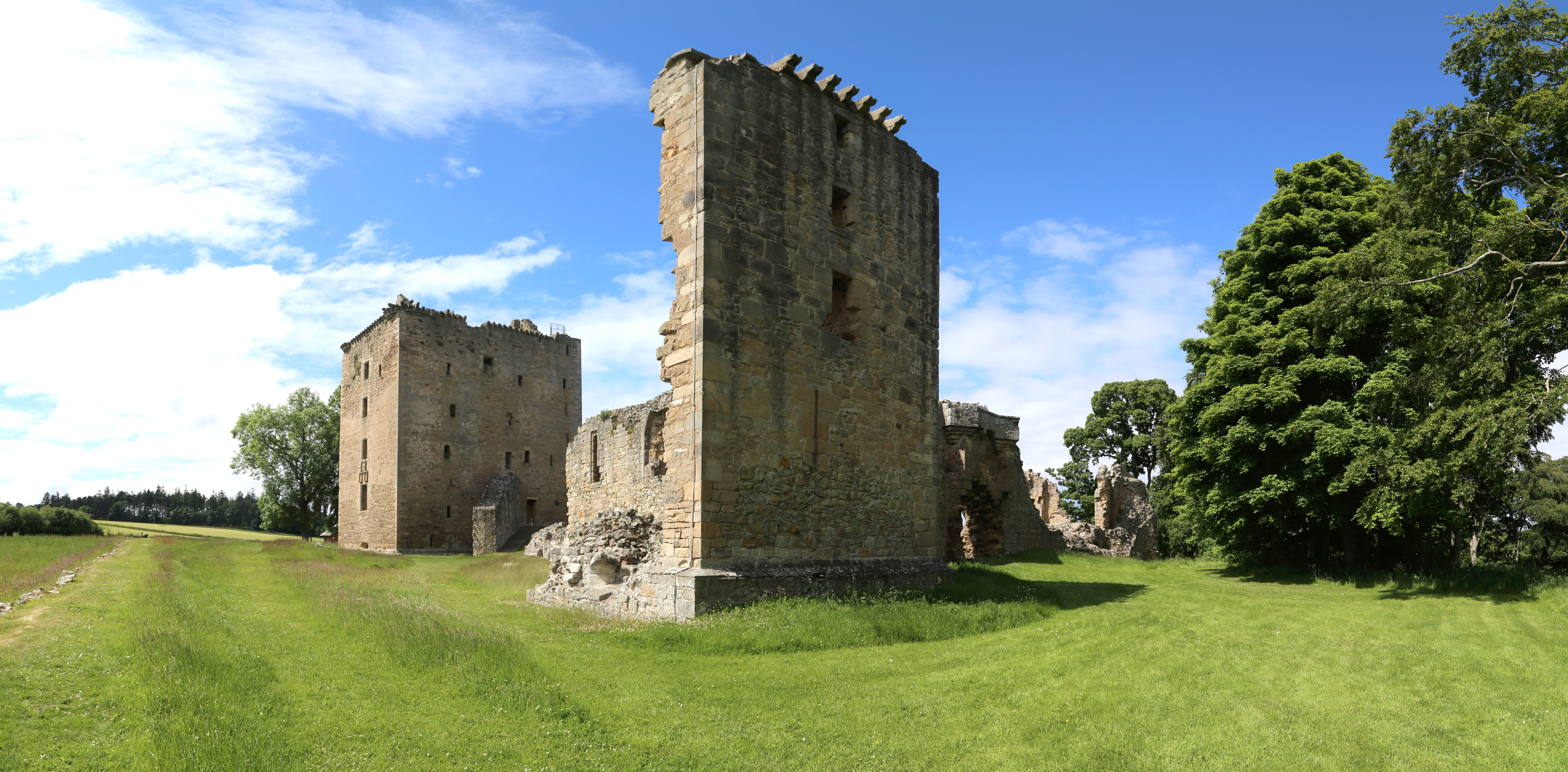
Resti del Palazzo Spynie, sede dei vescovi di Moray.

La diocesi di Moray (in latino Dioecesis Moraviensis) è una sede soppressa della Chiesa cattolica.

## Territorio
La diocesi comprendeva la parte settentrionale della Scozia.
Ultima sede vescovile è stata la città di Elgin, dove si fungeva da cattedrale la chiesa della Santissima Trinità.
Il territorio era suddiviso in circa 72 parrocchie, distribuite in quattro decanati: Elgin, Inverness, Strathbogie e Strathspey.
- Elgin: Altyre, Alves, Auldearn, Birnie, Dallas, Dipple, Duffus, Dundurkas, Dyke, Elgin, Elchies, Essil, Forres, Fothervays, Kinneddar, Lhanbryde, Logie Fythenach, Moy, Ogstoun, Rafford, Rothes, Spynie e Urquhart;
- Inverness: Abertarff, Abriachan, Brackley, Convinth, Croy, Dalarossie, Dalcross, Daviot, Dores, Ewan or Barevan, Ferneway, Inverness, Kintallirgy, Lunnin, Lundechty, Petty e Wardlaw;
- Strathspey: Abernethy, Advie, Alvie, Cromdale, Duthil, Insh, Inverallan, Inveravon, Kincardine, Kingussie, Logie Kenny e Rothiemurcus;
- Strathbogie: Aberchirder, Aberlour, Arndilly, Botary, Botriphnie, Drumdelgie, Dunbennan, Edendiack, Essie, Grantully, Glass, Inverkethney, Keith, Kinnoir, Rothiemay, Ruthven e Rhynie.

## Storia
La diocesi di Moray fu eretta nei primi anni del XII secolo durante il regno di Davide I. Il primo vescovo conosciuto è Gregory, menzionato nel 1127 in una lettera del medesimo re.
I primi vescovi non ebbero una sede stabile. Inizialmente la sede vescovile fu Birnie ed in seguito Kinneddar. Il 7 aprile 1206 papa Innocenzo III concesse al vescovo Brice Douglas di erigere una nuova cattedrale a Spynie, dotandola di un capitolo di canonici e di varie rendite. Il 19 luglio 1224 la sede vescovile fu definitivamente traslata a Elgin.
Inizialmente la diocesi era immediatamente soggetta alla Santa Sede; il 17 agosto 1472 entrò a far parte della provincia ecclesiastica di Saint Andrews.
L'ultimo vescovo cattolico di Moray fu Patrick Hepburn, deceduto nel 1573. Padre di tredici figli da cinque donne diverse, non prese posizione sulla Riforma rinchiudendosi nel suo palazzo Spynie a curare i propri interessi, attirandosi il disprezzo generale tanto che i protestanti gli scoperchiarono il tetto della cattedrale, destinata così alla rovina. Gli succedette Georges Douglas, primo vescovo nominato dalla Chiesa episcopale scozzese.

## Cronotassi dei vescovi
- Gregory † (1114 - 1127)

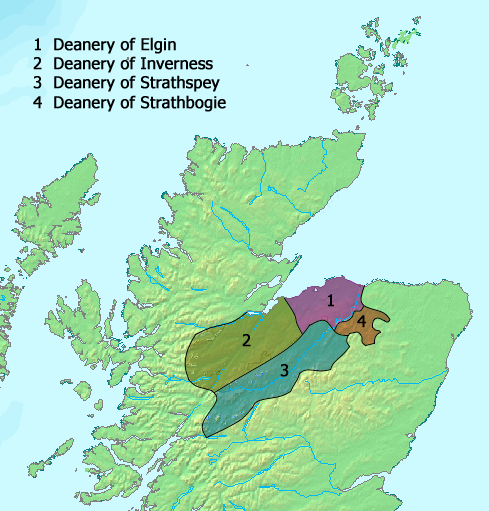
I decanati della diocesi di Moray.

- William † (1153 - 24 gennaio 1162 deceduto)
- Felix † (1166 - circa 1171 deceduto)
- Simon de Tosny † (1171 - 1184 deceduto)
- Richard de Lincoln † (15 marzo 1187 - 1203 deceduto)
- Brice Douglas † (1203 - 1222 deceduto)
- Andreas de Moray † (1221 - 1243 deceduto)
- Simon de Gunby † (1244 - 1253 deceduto)
- Archibald † (1253 - 9 dicembre 1298 deceduto)
- David de Moray † (30 giugno 1299 - 20 gennaio 1326 deceduto)
- John de Pilmuir † (31 marzo 1326 - 28 settembre 1362 deceduto)
- Alexander Bur † (23 dicembre 1362 - 15 maggio 1397 deceduto)
- William de Spynie † (1º settembre 1397 - 2 agosto 1406 deceduto)
- John de Innes † (12 gennaio 1407 - 25 aprile 1414 deceduto)
- Henry de Lichton † (8 marzo 1415 - 1º aprile 1422 nominato vescovo di Aberdeen)
- Columba de Dunbar † (3 aprile 1422 - 1435 deceduto)
- John de Winchester † (23 marzo 1435 - 1º aprile 1460 deceduto)
- James Stewart † (27 giugno 1460 - ? dimesso)
- David Stewart † (10 dicembre 1463 - 1476 deceduto)
- William de Tulloch † (12 febbraio 1477 - 1482 deceduto)
- Andrew Stewart † (7 agosto 1482 - 1501 deceduto)
- Andrew Foreman, O.S.A. † (26 novembre 1501 - 15 luglio 1513 nominato arcivescovo di Bourges)
- James Hepburn † (14 maggio 1516 - aprile 1524 deceduto)
- Robert Shaw, O.Clun. † (17 maggio 1525 - prima di novembre 1527 deceduto)
- Alexander Stewart † (13 settembre 1529 - 21 dicembre 1537 deceduto)
- Patrick Hepburn † (14 giugno 1538 - 20 giugno 1573 deceduto)